# Iriondo megye
Iriondo egy megye Argentína középpontjától északkeletre, Santa Fe tartományban. Székhelye Cañada de Gómez.

## Népesség
A megye népessége a közelmúltban a következőképpen változott:
| Év   | Lakosság |
| ---- | -------- |
| 2001 | 64 546   |
| 2010 | 66 675   |